# برواليا رائعة
برواليا رائعة (الاسم العلمي:Browallia mirabilis)  هو نوع من النباتات يتبع جنس برواليا من الفصيلة الباذنجانية                            .	